# Kuti
Kuti nebo též Đuvelek je přírodní kryptodepresní naplaveninové jezero v Chorvatsku. Nachází se v údolí řeky Neretvy, v Dubrovnicko-neretvanské župě, na území opčiny Zažablje. Bylo pojmenováno podle osady Kuti, která u jezera leží a je součástí nedaleké vesnice Badžula. Východně od jezera se rozprostírá pohoří Žaba, 2 km jihozápadně od jezera se nachází Jaderské moře. Severně od jezera a kolem něj se rozprostírají mokřady. Průměrná hloubka je 1,3 m, nejvyšší zaznamenaná hloubka je 4,6 m.
Jezero Kuti je napájeno vodou z několika pramenů na východním pobřeží. S řekou Neretvou je spojeno pomocí řek Crna rijeka a Mislina. Jezero je rovněž ovlivňováno přílivy Jaderského moře. V létě je hladina vody v jezeře nízká a objevuje se v něm dočasný ostrůvek, který s opětovným zvýšením hladiny zmizí.
Dne 20. července 2020 bylo jezero Kuti chorvatskou vládou vyhlášeno jako chráněná přírodní oblast a ornitologická rezervace. Tato rezervace zahrnuje jezero Kuti a mokřady kolem něj. V oblasti se nachází rozsáhlé hnízdiště mokřadních ptáků a je důležitá pro zachování jejich hnízdící populace, včetně přežití ptáků, kteří přes oblast kolem jezera v zimě migrují.